# لويز والاس
لويز والاس (بالإنجليزية: Louise Wallace)‏ هي كاتِبة وشاعرة نيوزيلندية، ولدت في 1983 في غيسبورن ‏ في نيوزيلندا.